# Kwigillingok (Alaska)
Kwigillingok es un lugar designado por el censo ubicado en el Área censal de Bethel en el estado estadounidense de Alaska. En el Censo de 2010 tenía una población de 321 habitantes y una densidad poblacional de 5,2 personas por km².

## Geografía
Kwigillingok se encuentra en las coordenadas 59°52′27″N 163°11′11″O / 59.87417, -163.18639. Según la Oficina del Censo de los Estados Unidos, Kwigillingok tiene una superficie total de 61.72 km², de la cual 61.49 km² corresponden a tierra firme y (0.38%) 0.23 km² es agua.

## Demografía
Según el censo de 2010, había 321 personas residiendo en Kwigillingok. La densidad de población era de 5,2 hab./km². De los 321 habitantes, Kwigillingok estaba compuesto por el 3.43% blancos, el 0% eran afroamericanos, el 95.02% eran amerindios, el 0% eran asiáticos, el 0% eran isleños del Pacífico, el 0% eran de otras razas y el 1.56% pertenecían a dos o más razas. Del total de la población el 0% eran hispanos o latinos de cualquier raza.

## Localidades adyacentes
El siguiente diagrama muestra a las localidades más próximas a Kwigillingok.